# Список дипломатических миссий Греции

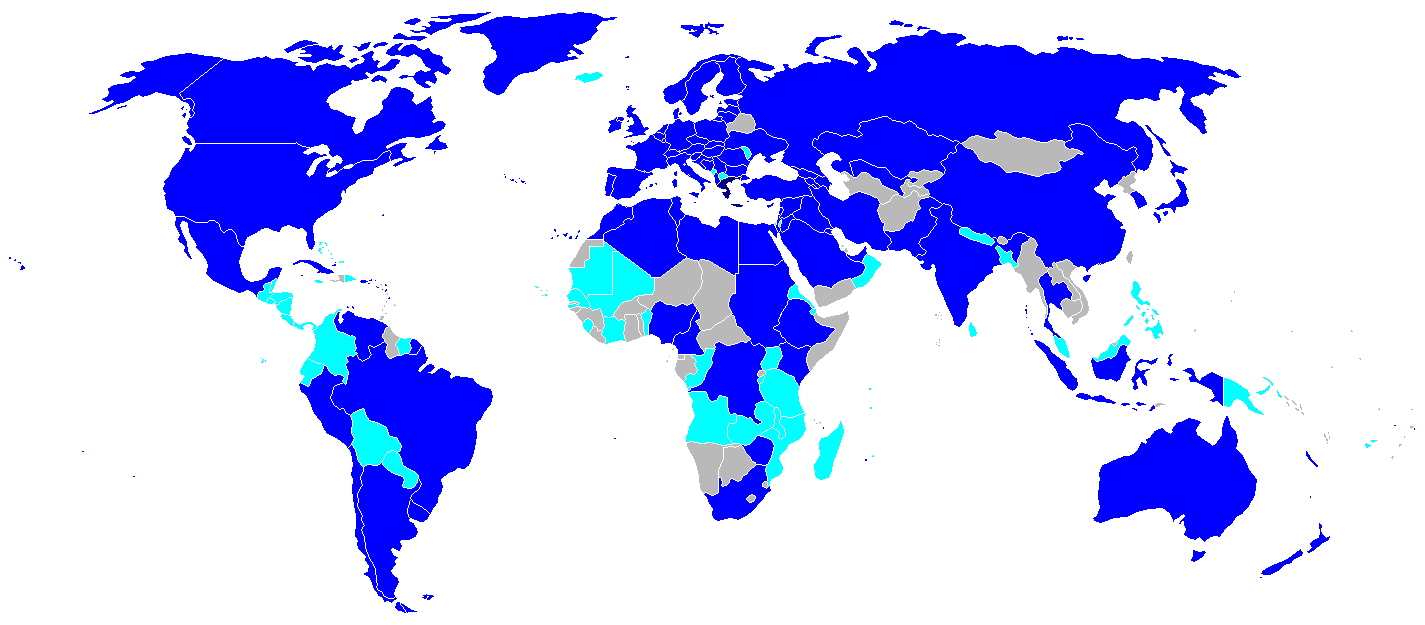
Дипломатические отношения Греции:
уровень посольства
уровень консульства

Список дипломатических миссий Греции — перечень дипломатических миссий (посольств) и генеральных консульств Греческой Республики в странах мира.

## Европа
- Австрия
  - Вена (посольство)
- Азербайджан
  - Баку (посольство)
- Албания
  - Тирана (посольство)

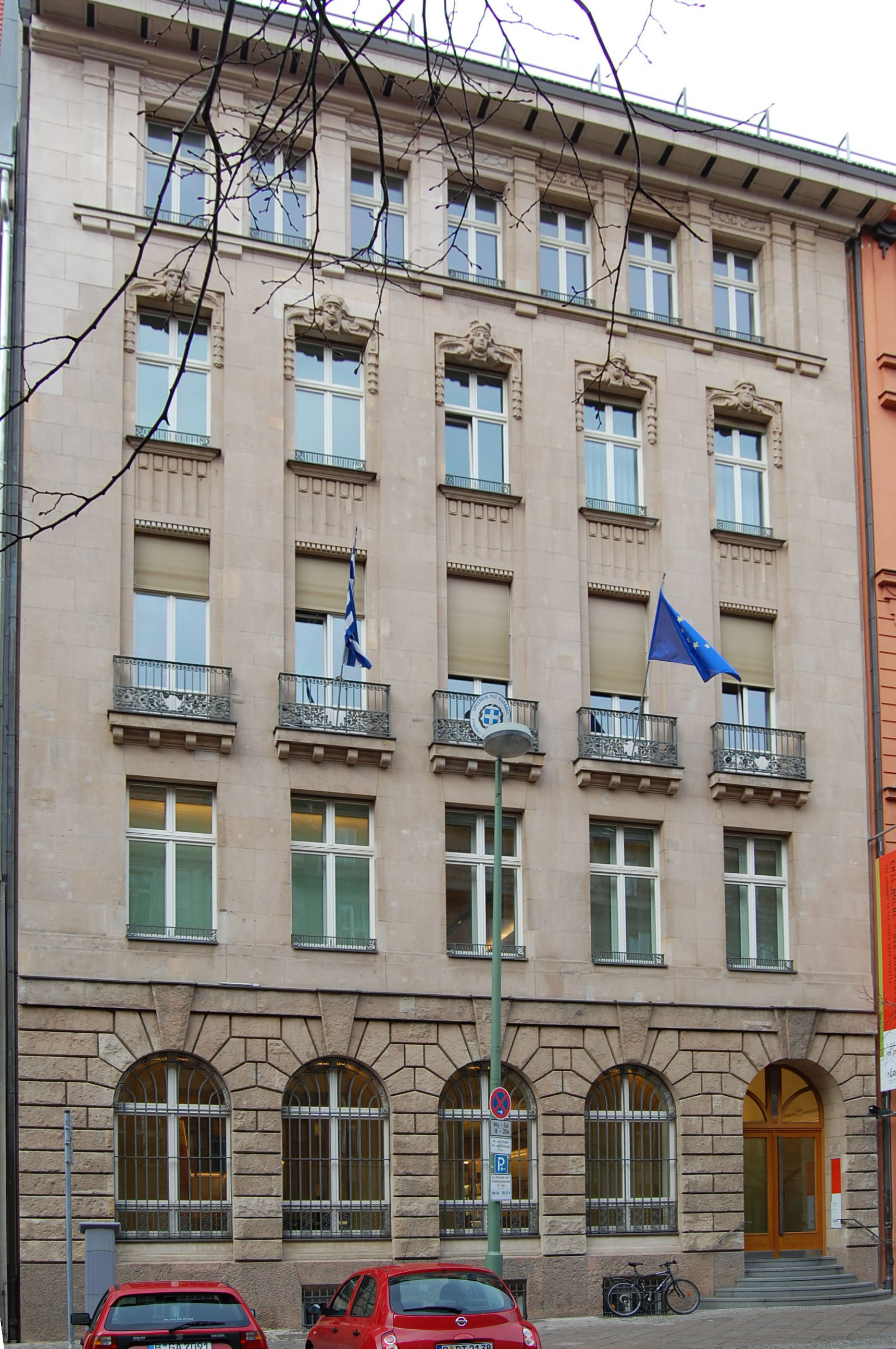
Посольство Греции, Берлин

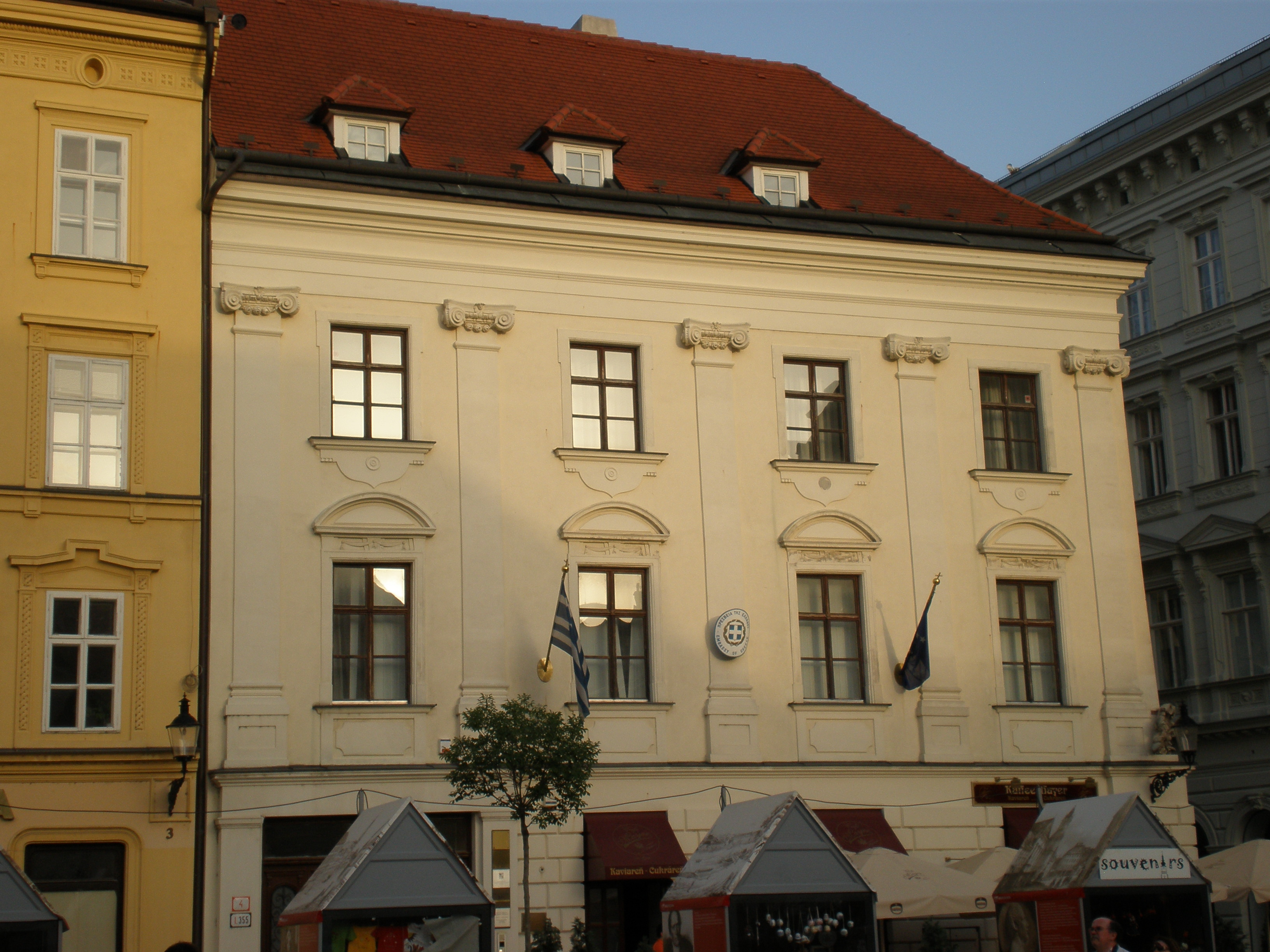
Посольство Греции, Братислава

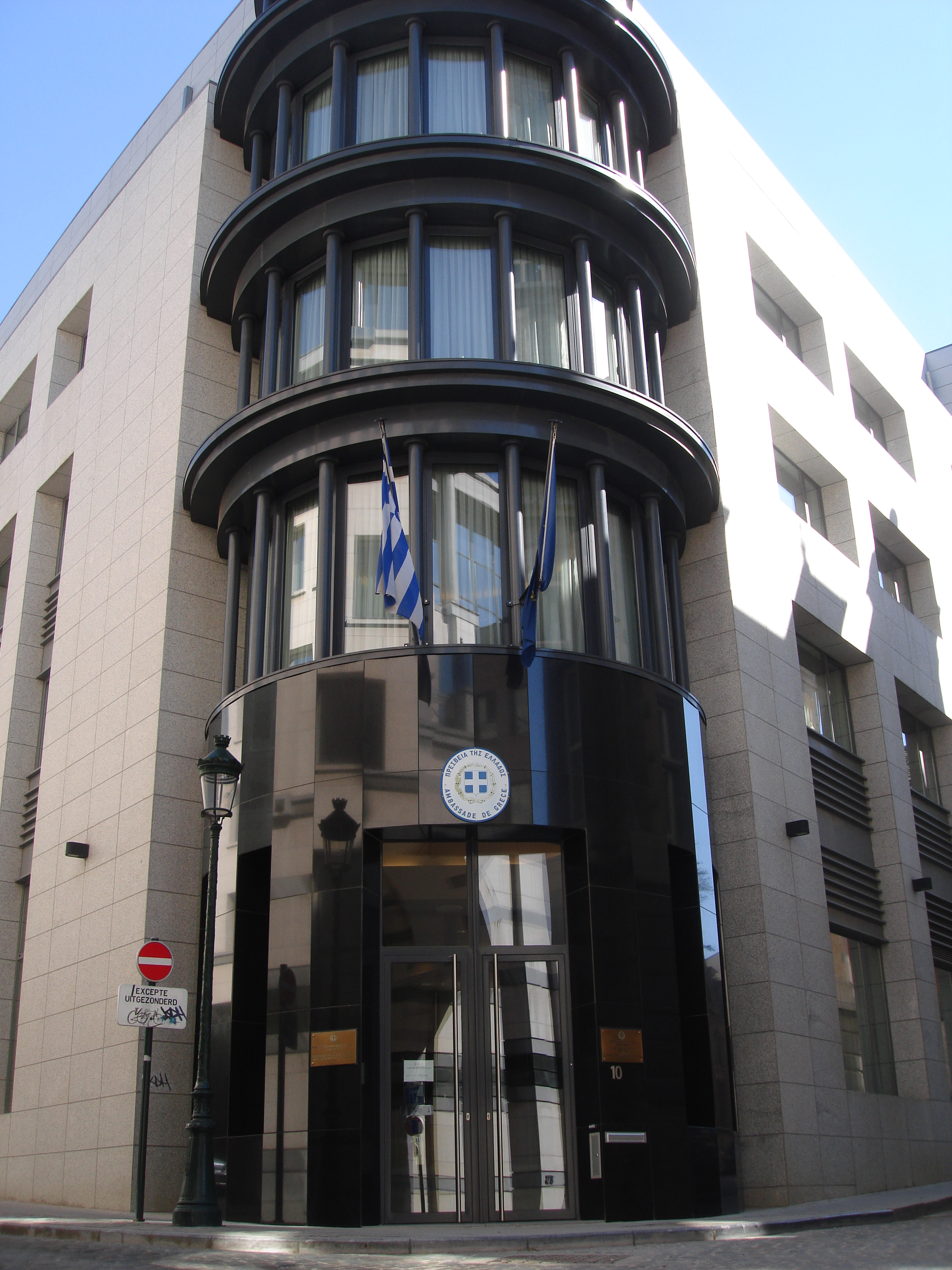
Посольство Греции, Брюссель

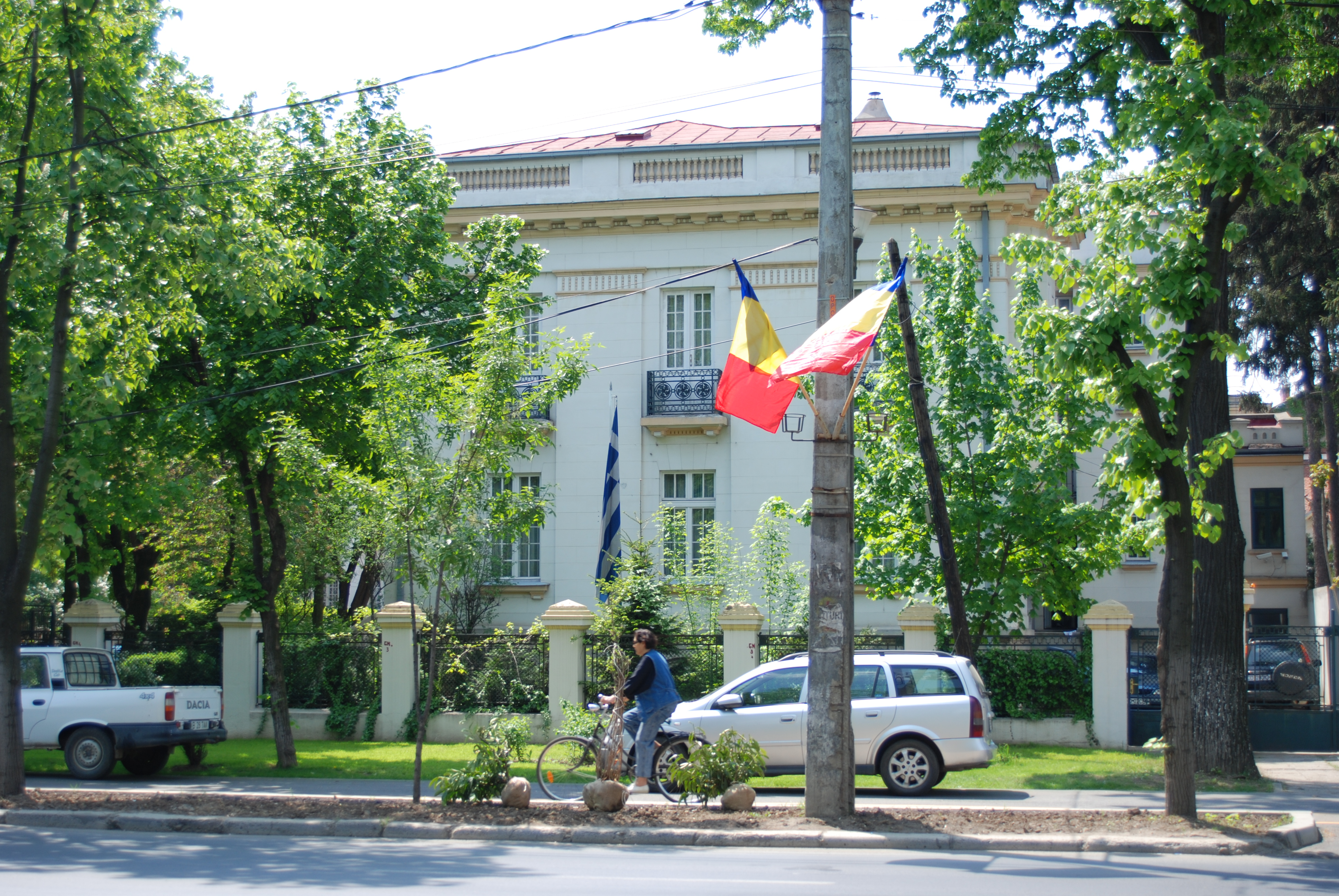
Посольство Греции, Бухарест

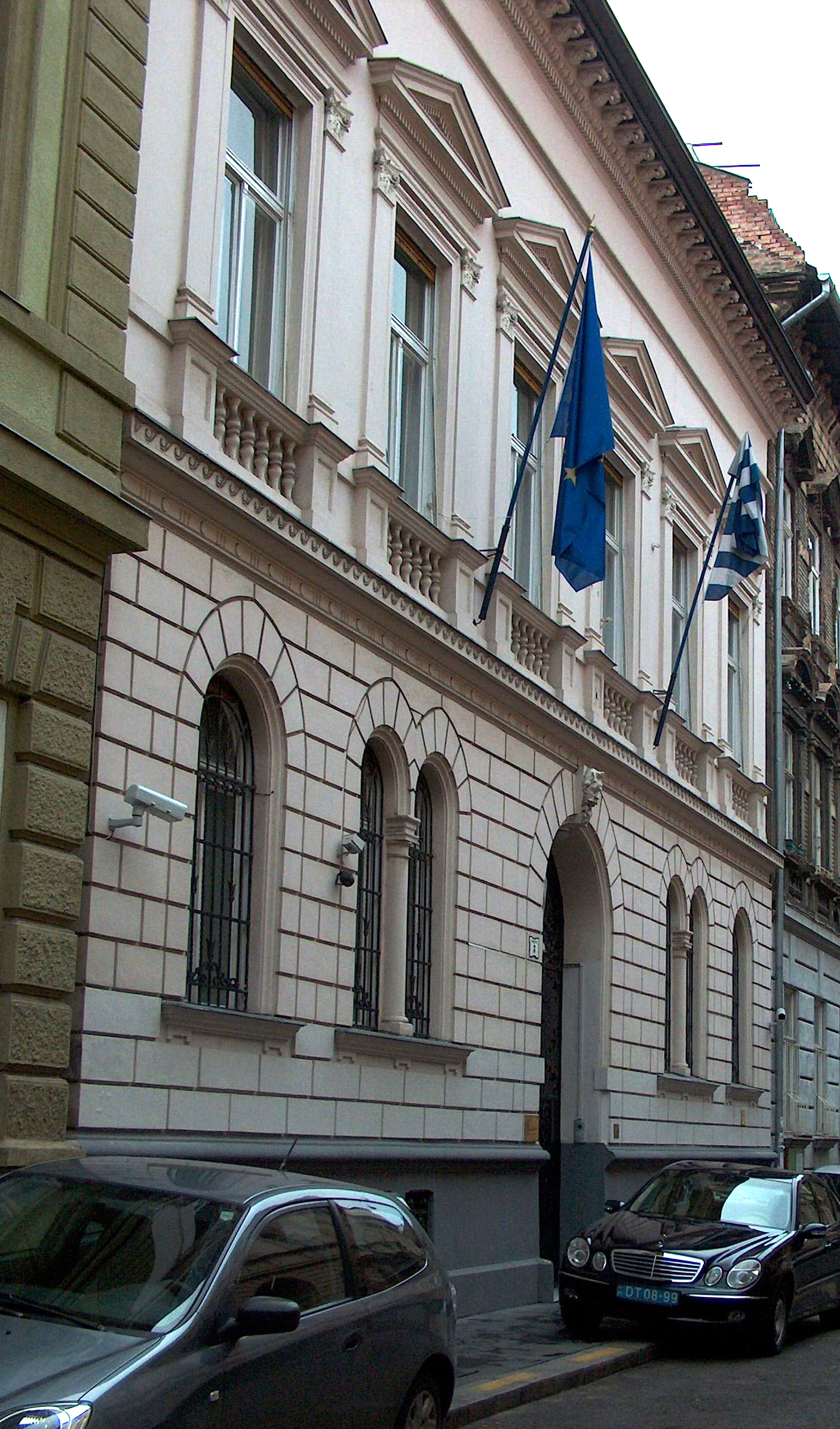
Посольство Греции, Будапешт

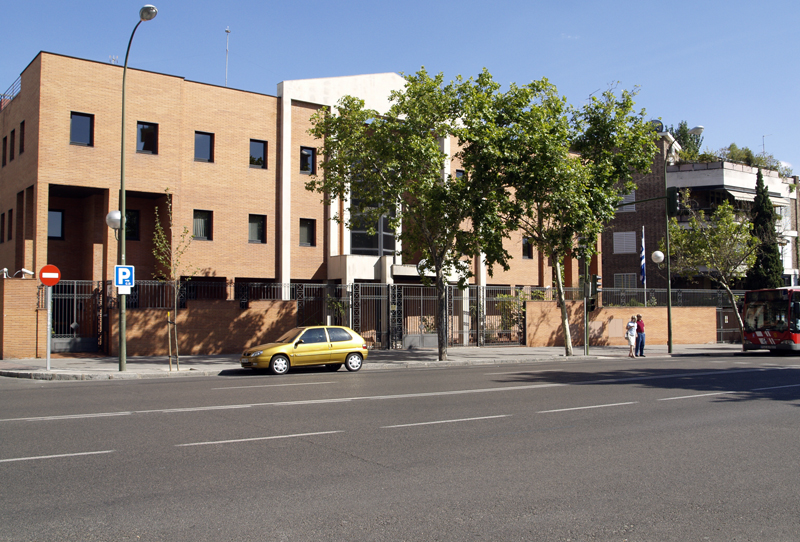
Посольство Греции, Мадрид

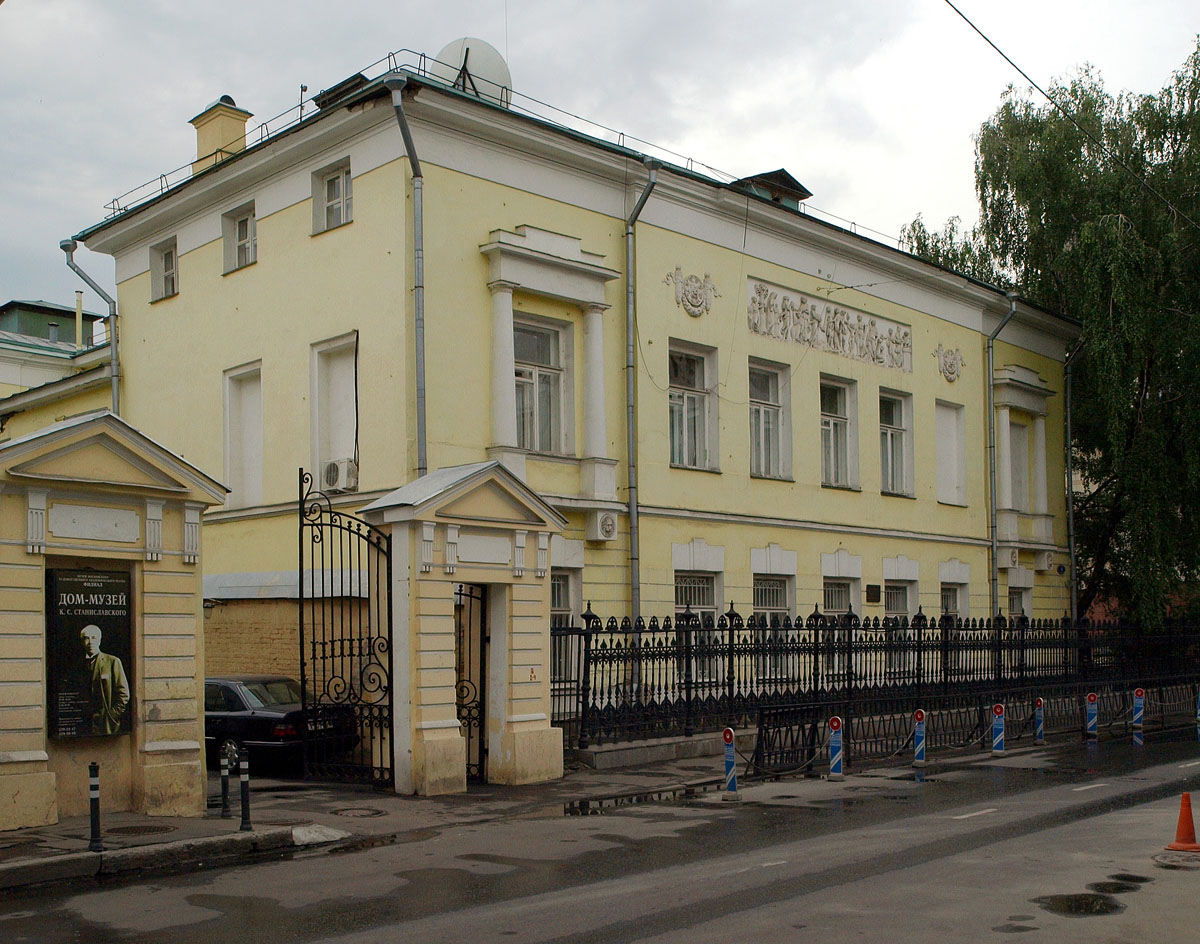
Посольство Греции, Москва

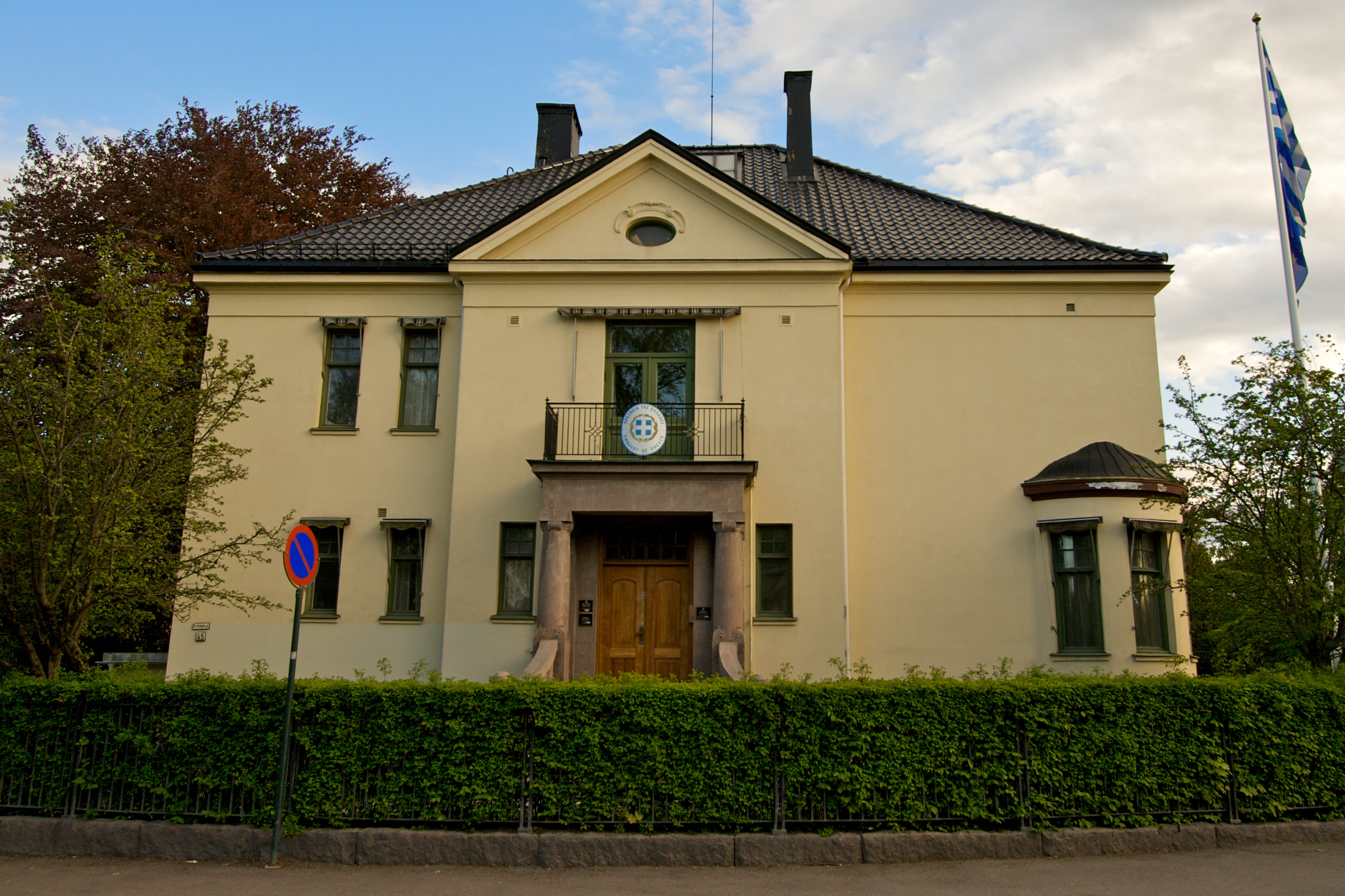
Посольство Греции, Осло

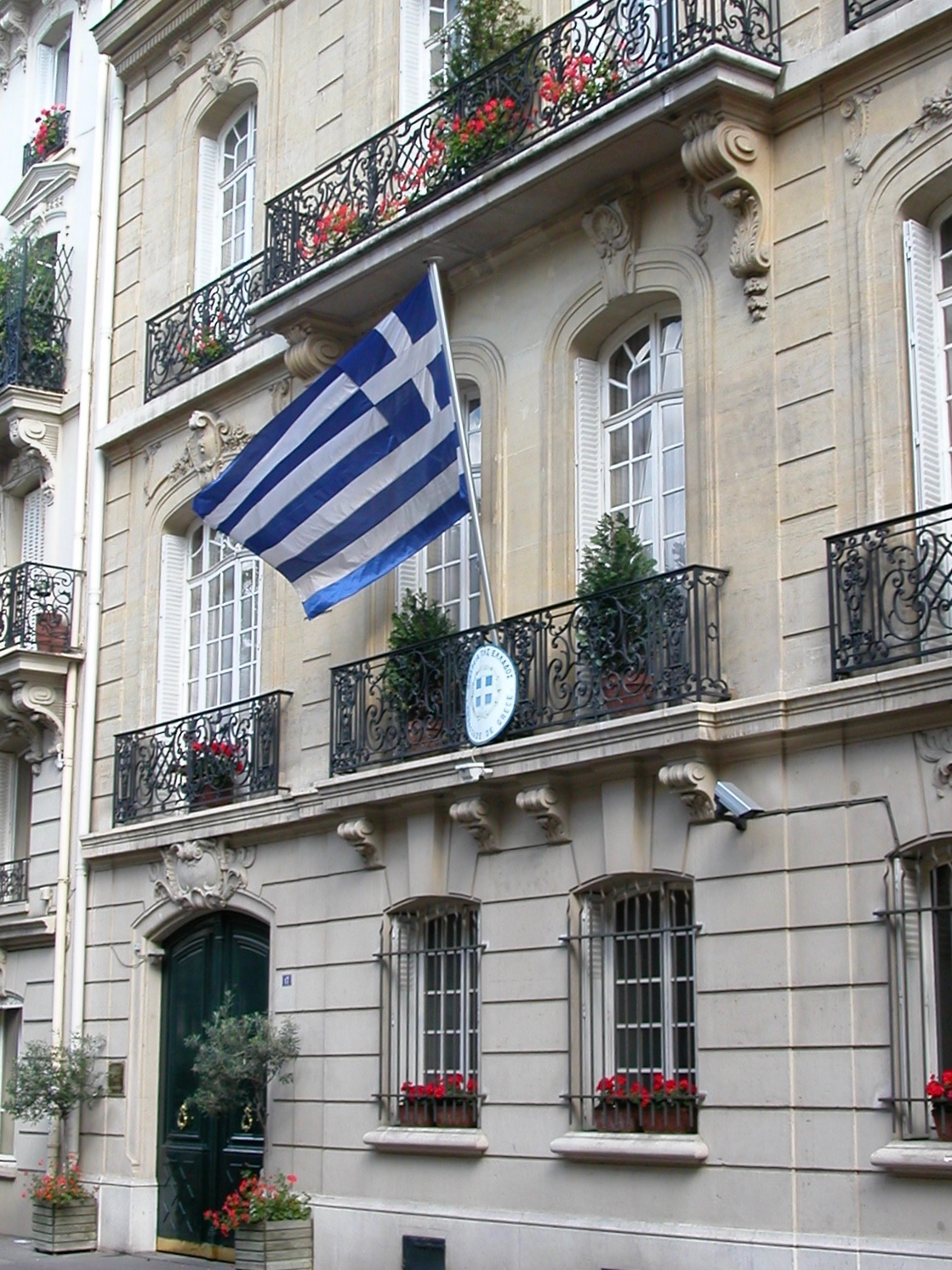
Посольство Греции, Париж

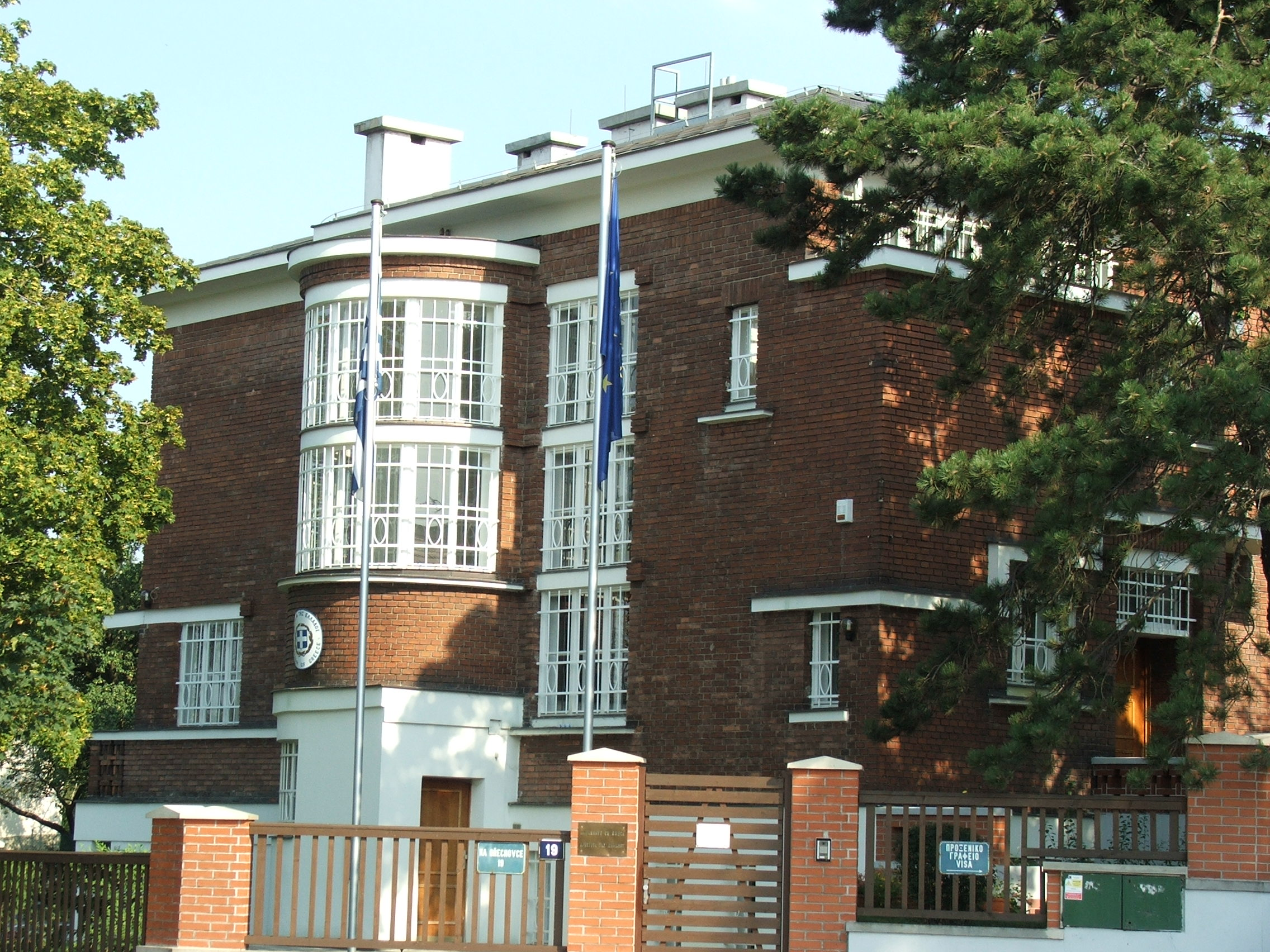
Посольство Греции, Прага

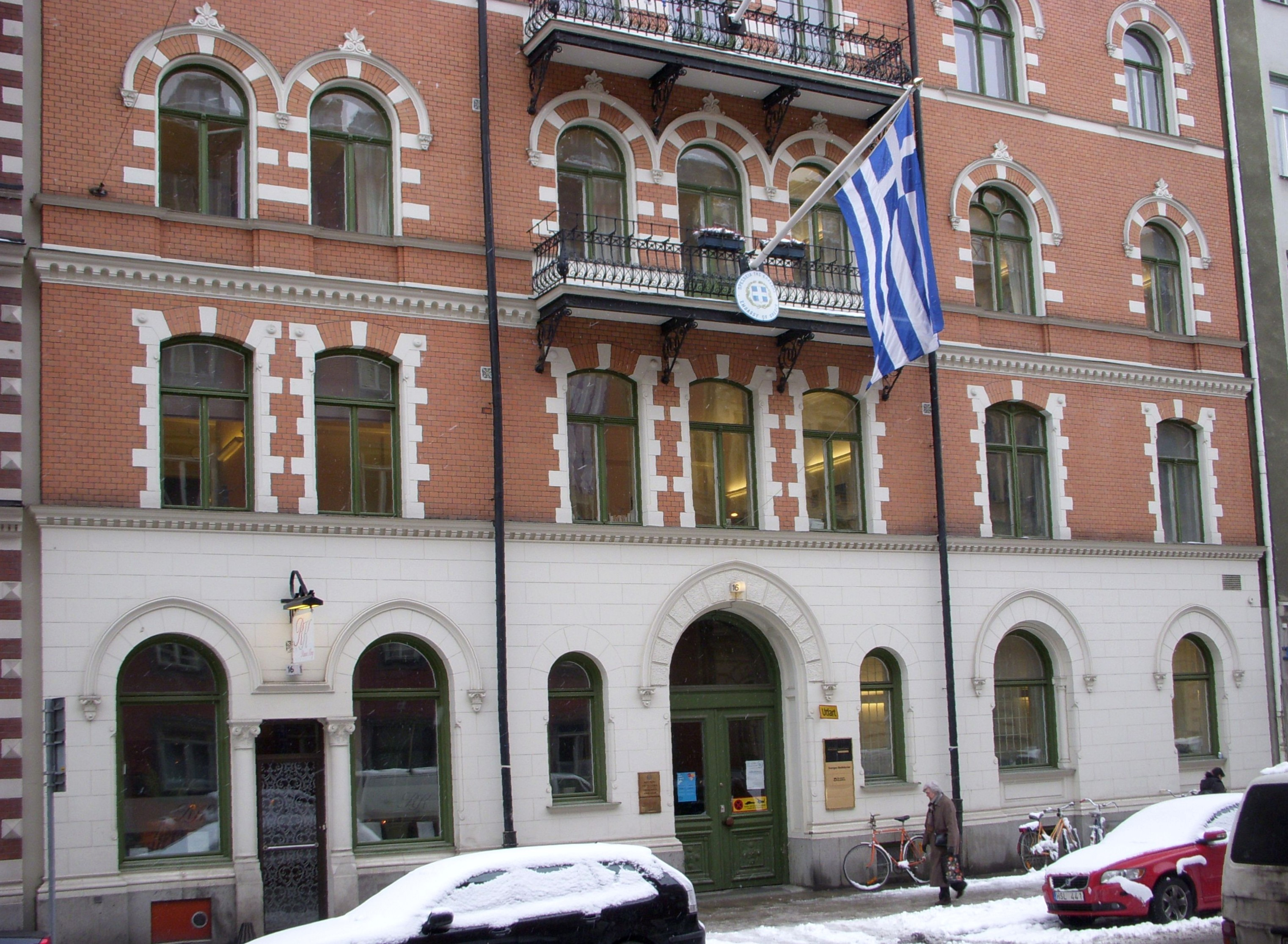
Посольство Греции, Стокгольм

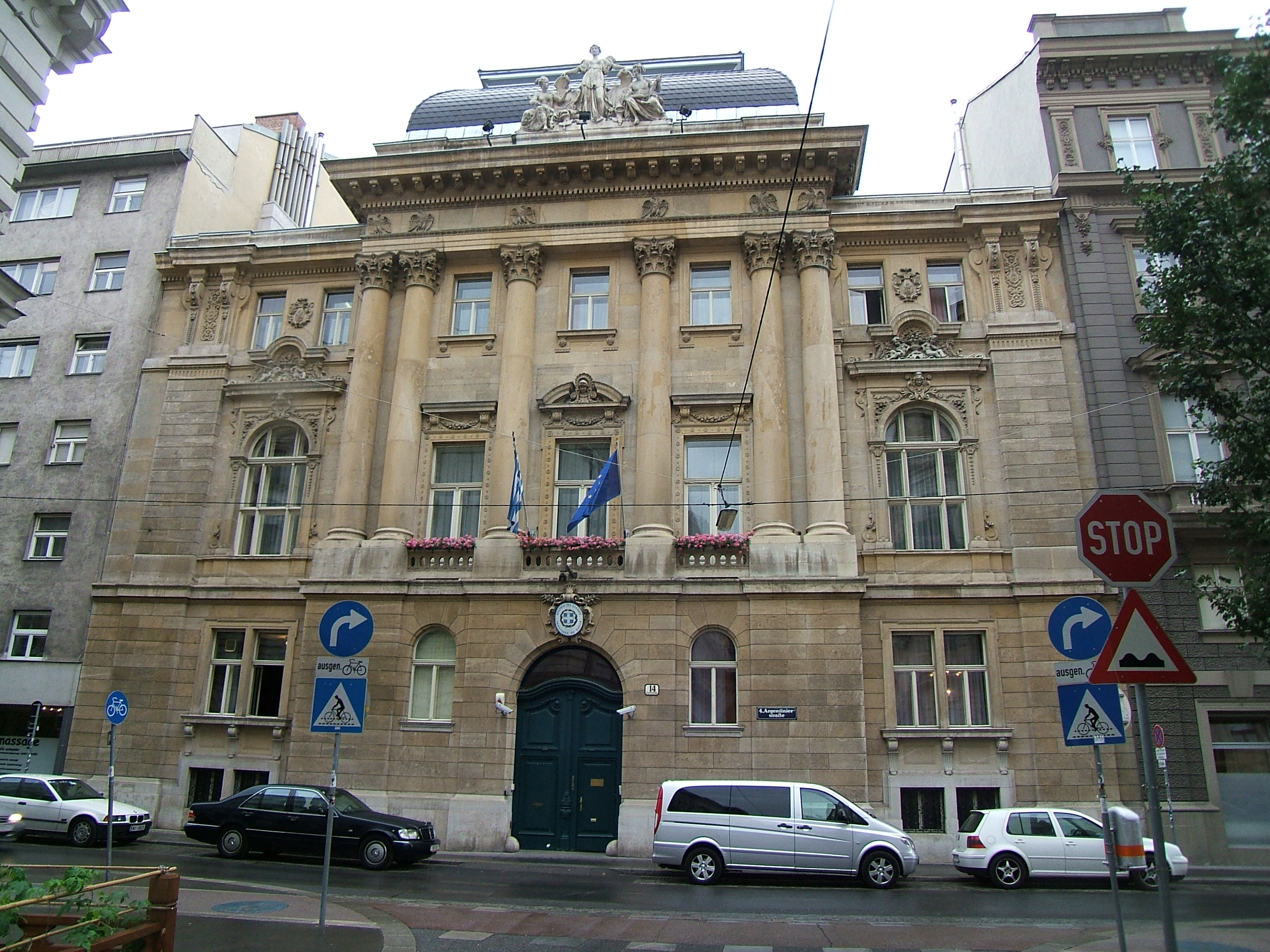
Посольство Греции, Вена

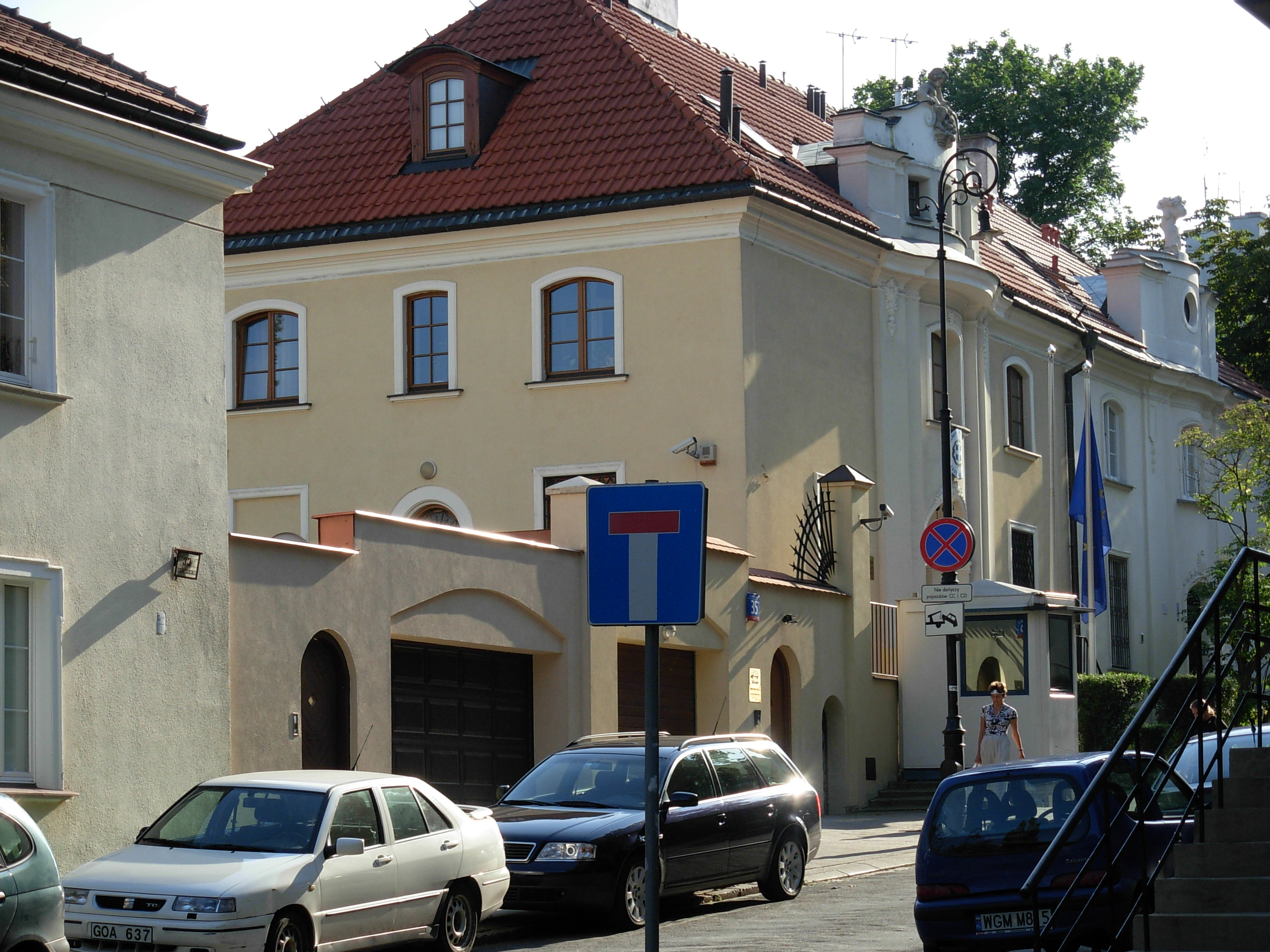
Посольство Греции, Варшава

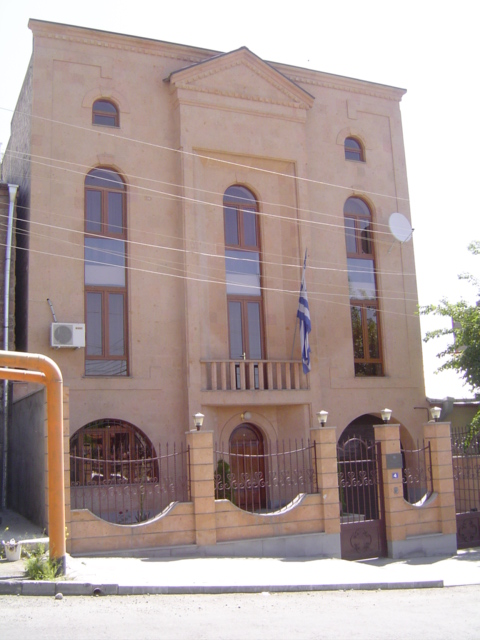
Посольство Греции, Ереван

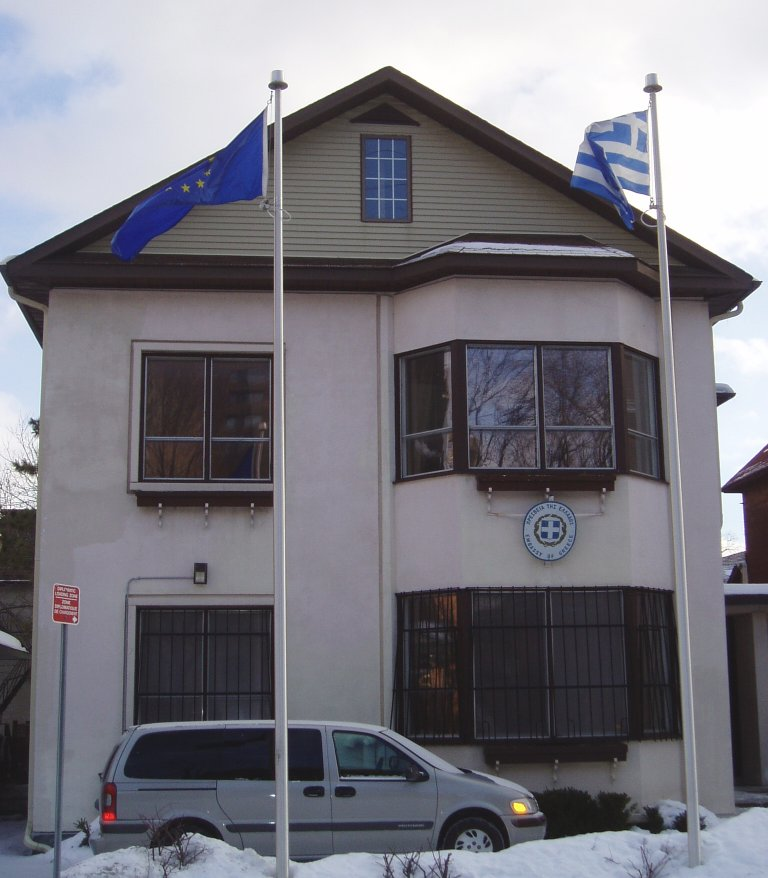
Посольство Греции, Оттава

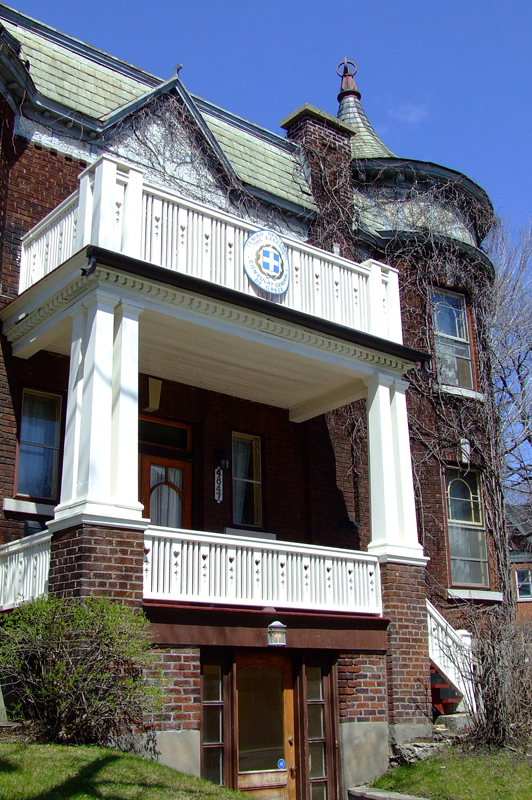
Генеральное консульство Греции, Монреаль

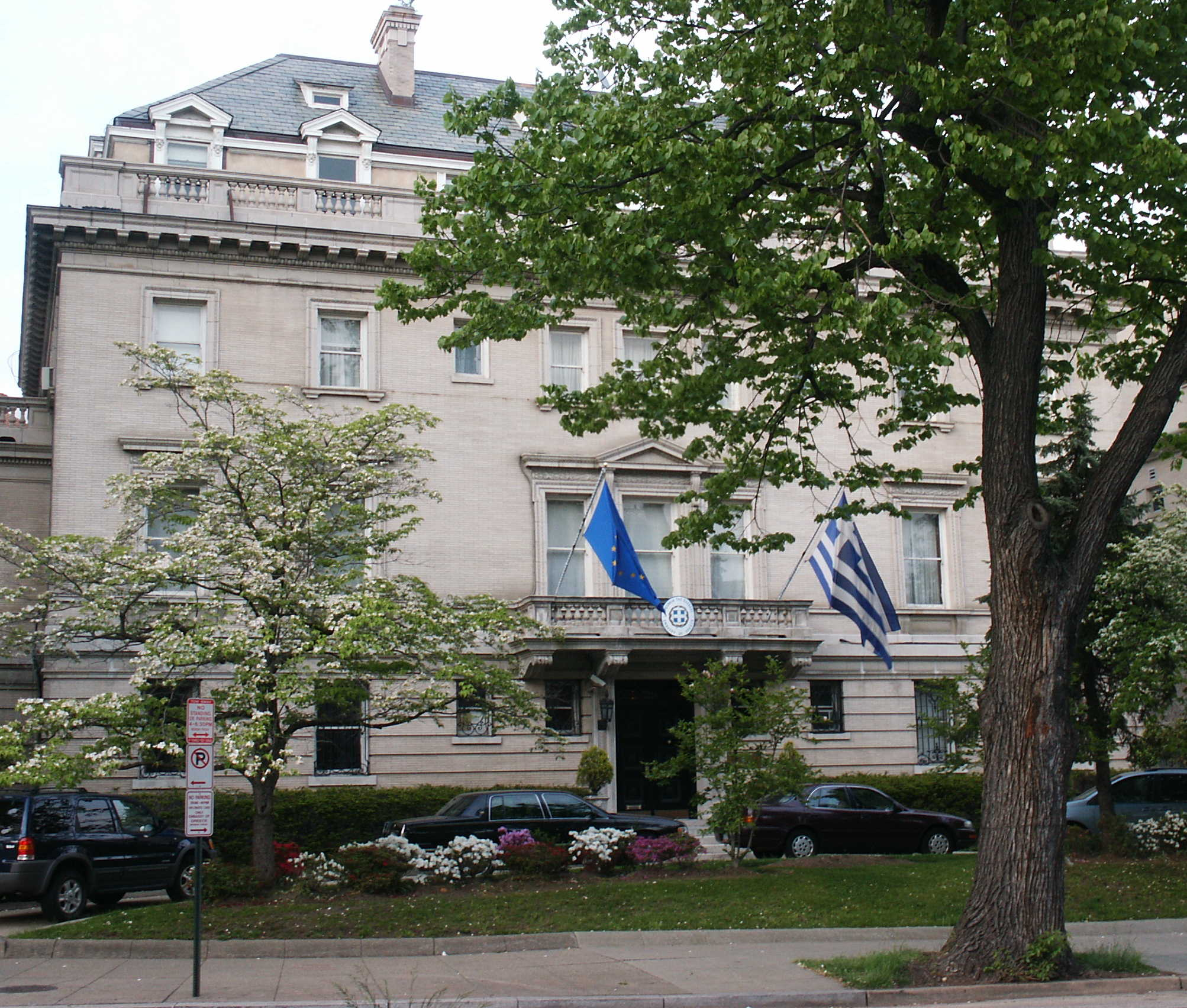
Посольство Греции, Вашингтон

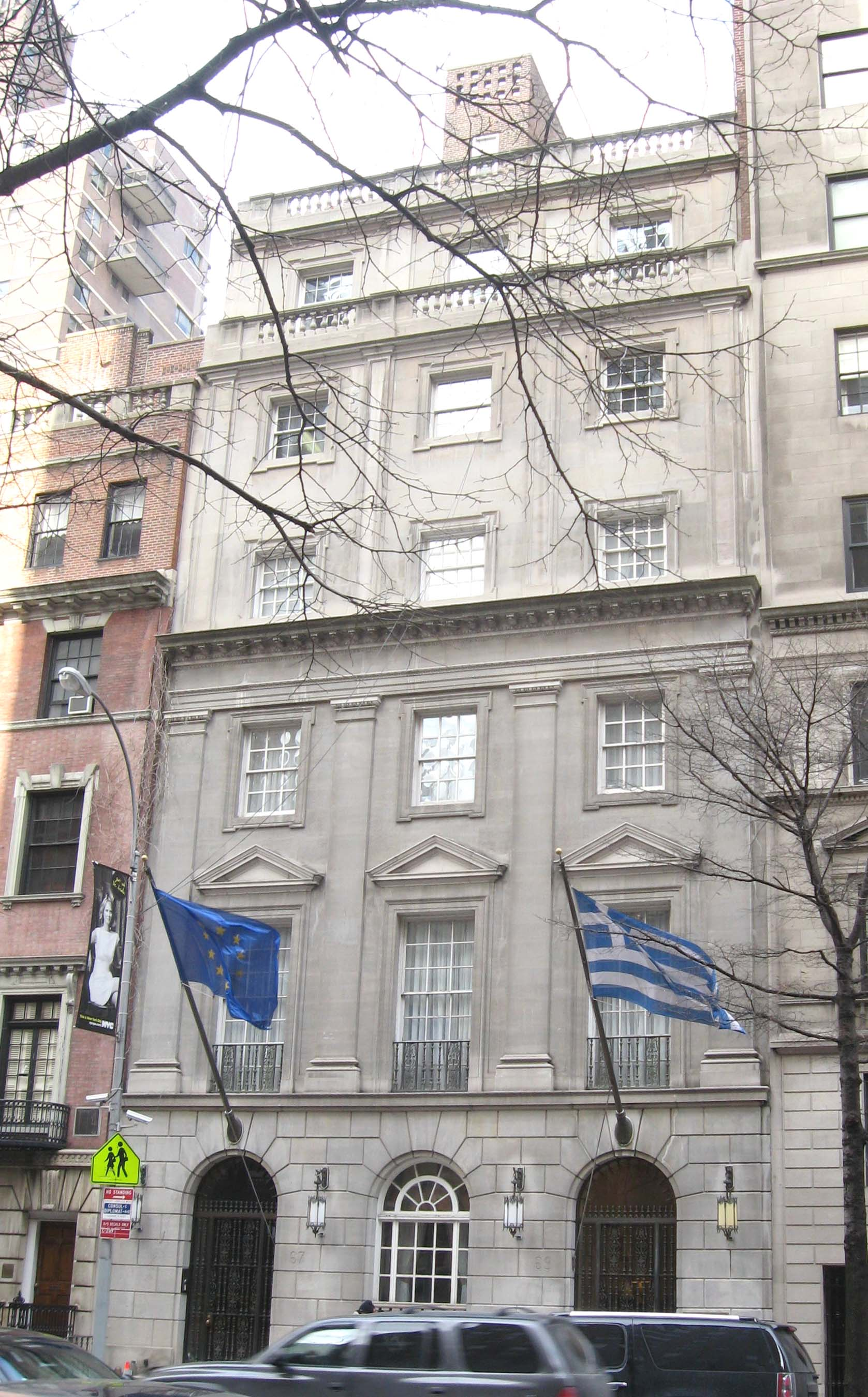
Генеральное консульство Греции, Нью-Йорк

  - Гирокастра (генеральное консульство)
  - Корча (генеральное консульство)
- Бельгия
  - Брюссель (посольство)
- Болгария
  - София (посольство)
  - Пловдив (генеральное консульство)
- Босния и Герцеговина
  - Сараево (посольство)
- Ватикан
  - Ватикан (посольство)
- Великобритания
  - Лондон (посольство)
- Венгрия
  - Будапешт (посольство)
- Германия
  - Берлин (посольство)
  - Гамбург (генеральное консульство)
  - Ганновер (генеральное консульство)
  - Дюссельдорф (генеральное консульство)
  - Кёльн (генеральное консульство)
  - Лейпциг (генеральное консульство)
  - Мюнхен (генеральное консульство)
  - Франкфурт-на-Майне (генеральное консульство)
  - Штутгарт (генеральное консульство)
- Грузия
  - Тбилиси (посольство)
- Дания
  - Копенгаген (посольство)
- Ирландия
  - Дублин (посольство)
- Испания
  - Мадрид (посольство)
  - Барселона (генеральное консульство)
- Италия
  - Рим (посольство)
  - Милан (генеральное консульство)
  - Неаполь (генеральное консульство)
  - Венеция (консульство)
- Латвия
  - Рига (посольство)
- Литва
  - Вильнюс (посольство)
- Люксембург
  - Люксембург (посольство)
- Северная Македония
  - Скопье (офис взаимодействия)
  - Битола (консульское учреждение)
- Мальта
  - Валлетта (посольство)
- Нидерланды
  - Гаага (посольство)
  - Роттердам (генеральное консульство)
- Норвегия
  - Осло (посольство)
- Польша
  - Варшава (посольство)
- Португалия
  - Лиссабон (посольство)
- Россия
  - Москва (посольство)
  - Новороссийск (генеральное консульство)
  - Санкт-Петербург (генеральное консульство)
- Румыния
  - Бухарест (посольство)
  - Констанца (генеральное консульство)
- Сербия
  - Белград (посольство)
  - Ниш (генеральное консульство)
  - Приштина (офис взаимодействия)
- Словакия
  - Братислава (посольство)
- Словения
  - Любляна (посольство)
- Украина
  - Киев (посольство)
  - Мариуполь (генеральное консульство)
  - Одесса (генеральное консульство)
- Финляндия
  - Хельсинки (посольство)
- Франция
  - Париж (посольство)
  - Марсель (генеральное консульство)
- Хорватия
  - Загреб (посольство)
- Черногория
  - Подгорица (посольство)
- Чехия
  - Прага (посольство)
- Швейцария
  - Берн (посольство)
  - Женева (генеральное консульство)
- Швеция
  - Стокгольм (посольство)
- Эстония
  - Таллин (посольство)

## Северная Америка
- Канада
  - Оттава (посольство)
  - Монреаль (генеральное консульство)
  - Торонто (генеральное консульство)
  - Ванкувер (консульство)
- Куба
  - Гавана (посольство)
- Мексика
  - Мехико (посольство)
- США
  - Вашингтон (посольство)
  - Бостон (генеральное консульство)
  - Лос-Анджелес (генеральное консульство)
  - Нью-Йорк (генеральное консульство)
  - Сан-Франциско (генеральное консульство)
  - Тампа (генеральное консульство)
  - Чикаго (генеральное консульство)
  - Атланта (консульство)
  - Хьюстон (консульство)

## Южная Америка
- Аргентина
  - Буэнос-Айрес (посольство)
- Бразилия
  - Бразилиа (посольство)
  - Рио-де-Жанейро (генеральное консульство)
  - Сан-Паулу (генеральное консульство)
- Венесуэла
  - Каракас (посольство)
- Перу
  - Лима (посольство)
- Уругвай
  - Монтевидео (посольство)
- Чили
  - Сантьяго (посольство)

## Средний Восток
- Армения
  - Ереван (посольство)
- Израиль
  - Тель-Авив (посольство)
  - Иерусалим (генеральное консульство)
- Иордания
  - Амман (посольство)
- Ирак
  - Багдад (посольство)
- Иран
  - Тегеран (посольство)
- Катар
  - Доха (посольство)
- Кипр
  - Никосия (посольство)
- Кувейт
  - Кувейт (посольство)
- Ливан
  - Бейрут (посольство)
- ОАЭ
  - Абу-Даби (посольство)
- Саудовская Аравия
  - Эр-Рияд (посольство)
  - Джидда (генеральное консульство)
- Сирия
  - Дамаск (посольство)
- Турция
  - Анкара (посольство)
  - Стамбул (генеральное консульство)
  - Измир (консульство)
  - Эдирне (консульство)

## Африка
- Алжир
  - Алжир (посольство)
- Египет
  - Каир (посольство)
  - Александрия (генеральное консульство)
- Зимбабве
  - Хараре (посольство)
- Камерун
  - Яунде (посольство)
- Кения
  - Найроби (посольство)
- Республика Конго
  - Киншаса (посольство)
- Ливия
  - Триполи (посольство)
- Марокко
  - Рабат (посольство)
- Нигерия
  - Абуджа (посольство)
- Тунис
  - Тунис (посольство)
- Эфиопия
  - Аддис-Абеба (посольство)
- ЮАР
  - Претория (посольство)
  - Йоханнесбург (генеральное консульство)
  - Дурбан (консульство)
  - Кейптаун (консульство)

## Азия
- Вьетнам
  - Ханой (посольство)
- Индия
  - Нью-Дели (посольство)
- Индонезия
  - Джакарта (посольство)
- Казахстан
  - Алма-Ата (посольство)
- Китай
  - Пекин (посольство)
  - Гуанчжоу (генеральное консульство)
  - Гонконг (генеральное консульство)
  - Шанхай (генеральное консульство)
- Республика Корея
  - Сеул (посольство)
- Пакистан
  - Исламабад (посольство)
- Таиланд
  - Бангкок (посольство)
- Филиппины
  - Манила (посольство)
- Япония
  - Токио (посольство)

## Океания
- Австралия
  - Канберра (посольство)
  - Аделаида (генеральное консульство)
  - Мельбурн (генеральное консульство)
  - Сидней (генеральное консульство)
  - Перт (консульство)
- Новая Зеландия
  - Веллингтон (посольство)

## Международные организации
- - Брюссель (постоянное представительство при ЕС и НАТО)
  - Женева (постоянное представительство при ООН и других международных организациях)
  - Монреаль (постоянное представительство при ИКАО)
  - Нью-Йорк (постоянное представительство при ООН)
  - Париж (постоянное представительство при ЮНЕСКО и ОЭСР)
  - Страсбург (постоянное представительство при Совете Европы)
  - Вена (постоянное представительство при ОБСЕ)